# Akademienprogramm

Le Akademienprogramm, nom que l'on pourrait traduire par le programme des académies, est un programme de recherche allemand qui a pour objectif la mise au jour, la sécurisation et l'actualisation de l'héritage culturel allemand. 

## Structure et objectifs
Le programme existe depuis 1979/80 et est financé par le Bund et les Länder. Il soutient des projets de recherche de longue durée dans les sciences humaines et les sciences de la nature. Les projets sont situés dans les académies des sciences allemandes ; l'ensemble est coordonné par l'Union des académies des sciences allemandes. Il comporte en 2018 au total 144 projets avec 199 emplois de collaborateurs. Les projets se répartissent en  21 dictionnaires, 121 éditions et de 2 projets de recherche fondamentale en sciences culturelles et sociales. L'ensemble des projets implique environ 99 participants. Plus de 100 enseignants du supérieur travaillent bénévolement dans le projet, en tant que chefs de projets.
Les conventions de réalisation du programme ont été finalisées et ratifiées en 2088 dans le cadre de la Conférence scientifique commune (de), l'organisation de coordination du soutien scientifique commune au Bund et aux Länder.
Le budget du programme des académies s'élève en 2015 à  62 925 000 €.

## Candidature
Depuis 2006, la participation au  programme des académies est ouverte. Pour être inclus dans le programme académique, les projets de recherche doivent répondre aux critères suivants: importance nationale et supra-régionale, pertinence scientifique élevée, durée entre 12 et 25 ans et volume financier minimum de 120 000 euros par an. La Conférence scientifique commune (de) traite du budget du programme académique, de l'acceptation de nouveaux projets et de la poursuite des projets en cours. Les décisions sont prises sur la base des projets financiers et de la programmation élaborés par l'Union des académies.
En 2018, trois nouveaux projets sont acceptés : 
- Biblioteca Arabica – Nouvelle histoire nouvelle de la littérature arabe[4]
- Prize Papers – Mise au jour, numérisation - présentation[5]
- Édition des œuvres du juriste Hans Kelsen[6].

## Évaluation
Les projets sont régulièrement évalués, pour assurer le niveau de qualité des divers projets de dictionnaires,  lexiques ou éditions d'œuvres dans les domaines de théologie, philosophie, histoire, sciences de la littérature, linguistique, histoire de l'art et  archéologie, épigraphie et onomastique ainsi que la  musicologie et les observations scientifiques sur une longue durée. Grâce à la structure des emplois dans le académies des sciences et des commissions de surveillance, il est possible de maintenir de façon permanente les projets à un haut niveau sans dépendre de persoones et des compétences isolées.
Le Wissenschaftsrat a évalué positivement le programme des académies et a observé que les projets du programme sont souvent hle centre mondial pour certains thèmes de recherche.